# Balazote
Balazote è un comune spagnolo  situato nella comunità autonoma di Castiglia-La Mancia.

## Storia
Nei pressi del paese è stata ritrovata la celebre Bicha de Balazote.